# Vanusa
Vanusa Santos Flores (née le 22 septembre 1947 à Cruzeiro et décédée le 8 novembre 2020 à Santos) est une chanteuse et compositrice brésilienne.

## Biographie

### Jeunesse et carrière
Fille de l'ancien footballeur Luís dos Santos Flores et de Noêmia Albino, Vanusa est née dans la ville de Cruzeiro, dans la vallée du Paraíba à São Paulo, et a grandi dans les villes d'Uberaba et de Frutal dans l'État du Minas Gerais. À l'âge de seize ans, elle devient la chanteuse principale des Golden Lions. Lors d'un de leurs concerts, elle est entendue par Sidney Carvalho, de l'agence de publicité Prosperi, Magaldi e Maia, qui l'invite à São Paulo,.
En 1966, au cours des dernières années du mouvement culturel Jovem Guarda, elle apparaît dans l'émission O Bom d'Eduardo Araújo sur la défunte TV Excelsior à São Paulo. Elle est rapidement signée par RCA Victor et connaît un succès avec le morceau Pra Nunca Mais Chorar (Eduardo Araújo et Carlos Imperial). Son succès l'amène à participer à l'émission Jovem Guarda de TV Record dans ses deux dernières éditions,.
En 1968, elle enregistre son premier album, Vanusa, et fait ses débuts en tant qu'auteur-compositeur avec trois chansons, dont l'une en partenariat avec David Miranda. Cinq ans plus tard, sur son quatrième album, déjà signé par le label Continental, elle sort son plus grand succès : Manhãs de Setembro, composé avec Mário Campanha. En 1975, elle sort un autre tube : Paralelas, une composition de Belchior. En 1977, elle joue aux côtés de Ronnie Von dans la telenovela Rede Tupi Cinderela 77,,. Vanusa participe également aux telenovelas Marron Glacé (1979) et O Amor É Nosso (1981).
En 1997, elle publie son autobiographie, Vanusa - A Vida Não Pode Ser Só Isso ! de Saraiva. En 2005, elle participe à plusieurs concerts commémorant le 40e anniversaire de Jovem Guarda. En 2015, elle sort son premier album de morceaux inédits depuis vingt ans : Vanusa Santos Flores, produit par Zeca Baleiro. La chanteuse a été mariée deux fois, une fois avec le musicien Antônio Marcos et une fois avec l'acteur et réalisateur de télévision Augusto César Vannucci,.

### Problèmes de santé et décès
En mars 2009, alors qu'elle participe à la première réunion d'État des fonctionnaires de l'Assemblée législative de São Paulo, Vanusa chante l'hymne national brésilien de travers et de travers. Elle a ensuite affirmé qu'elle était sous l'influence d'un médicament contre la labyrinthite et qu'elle s'était trompée dans les paroles,. L'année suivante, la chanteuse a de nouveau des problèmes lors d'une autre représentation, au Parque do Idoso de Manaus, lors d'un événement organisé en l'honneur de la fête des pères. Elle se trompe dans les paroles de Sonhos de Um Palhaço de son ex-mari Antônio Marcos, et pour rattraper son erreur, elle chante un extrait de Como Vai Você, un autre morceau d'Antônio Marcos. Selon elle, elle confond toujours les deux morceaux.
En août 2017, la chanteuse voit son programme de concerts suspendu après avoir été hospitalisée pour traiter son addiction aux tranquillisants. En septembre 2020, la chanteuse est admise à l'unité de soins intensifs (ICU) de l'hôpital dos Estivadores, à Santos (SP), après avoir souffert d'une pneumonie. Elle sort de l'hôpital le mois suivant, après 32 jours d'hospitalisation. Vanusa souffrait d'autres maladies, notamment d'un syndrome de démence similaire à la maladie d'Alzheimer. Tous ces problèmes ont été causés par une dépression que l'artiste a traversée au cours des années 2000 et qui l'a rendue dépendante des médicaments et des boissons alcoolisées,.
Après sa sortie de l'hôpital, Vanusa retourne dans une maison de retraite à Santos, où elle vit depuis deux ans. Elle est décédée aux premières heures du 8 novembre 2020 des suites d'une insuffisance respiratoire,.

## Discographie
- 1968 : Vanusa
- 1969 : Vanusa
- 1971 : Vanusa
- 1973 : Vanusa
- 1974 : Vanusa
- 1975 : Amigos Novos e Antigos
- 1977 : Trinta Anos
- 1977 : Cinderela 77
- 1979 : Viva Vanusa
- 1980 : Vanusa
- 1981 : Vanusa
- 1982 : Primeira Estrela
- 1985 : Vanusa
- 1986 : Mudanças
- 1988 : Cheiro de Luz
- 1991 : Viva Paixão
- 1994 : Hino ao Amor
- 1997 : A Arte do Espetáculo
- 2004 : Diferente
- 2015 : Vanusa Santos Flores